# Carlos Montoya Arias
Carlos Montoya Arias (Filandia, Quindío, 12 de marzo de 1937-Buga, Valle del Cauca, 2 de abril de 2011) fue un ciclista de ruta colombiano. Montoya fue ganador del Clásico RCN en 1967 y participó en 18 vueltas a Colombia entre 1957 y 1977 corriendo un total 279 etapas, de las cuales ganó 12. Por otra parte, Montoya representó a Colombia en diferentes competencias internacionales de ciclismo de ruta.

## Palmarés[3]
1957
- 3º en el Campeonato de Colombia en Ruta

1959
- Dos etapas de la Vuelta a Colombia

1960
- Una etapa de la Vuelta a Colombia

1962
- Una etapa de la Vuelta a Colombia

1963
- Una etapa de la Vuelta a Colombia

1965
- 2º en la clasificación general del Clásico RCN más una etapa
- Una etapa de la Vuelta a Colombia

1966
- Contrarreloj por equipo de los Juegos Centroamericanos y del Caribe
- 3º en clasificación general de la Vuelta a Colombia más una etapa

1967
- Clásico RCN más la clasificación de la montaña y una etapa
- Dos etapas de la Vuelta a Colombia

1969
- Clasificación de las metas volantes en la Vuelta a Colombia

1970
- Contrarreloj por equipo de los Juegos Centroamericanos y del Caribe

1971
- Dos etapas de la Vuelta a Colombia

1972
- Una etapa de la Vuelta a Colombia

1974
- Clasificación de las metas volantes en el Clásico RCN

## Equipos
- Canada Dry (1962-1969)
- Wrangler Caribú (1970)
- Canada Dry (1971)
- Café Águila Roja (1972-1977)